# Systasidae
Systasidae (лат.) — семейство паразитических наездников из надсемейства Chalcidoidea (или триба Systasini в Pteromalidae) отряда перепончатокрылые насекомые.

## Описание
Антенны с 7—11 члениками жгутика, включая 1 или более анеллусов и маленький 4-й членик булавы. Глаза не расходятся вентрально. Клипеус без поперечной субапикальной бороздки. Лабрум обнажён, хорошо склеротизирован. Субфораминальный мост с постгеном отделен нижним тенториальным мостом. Нотаули полные. Мезоскутеллум с коротким френумом, обозначенным по крайней мере латерально, с аксиллярной бороздкой. Мезоплевральная область без расширенного акроплеврона; мезэпимерон не выступает над передним краем метаплеврона; мезофуркальная ямка на мезотрохантинальной пластинке непосредственно между мезококсальными вставками. Шпора передних голеней изогнута; базитарзальный гребень косой; все ноги с 5 (Systasinae) или 3 (Trisecodinae) члениками лапок. Метасома с синтергумом, без эпипигия.

## Систематика
3 рода. Группа впервые была выделена в 1988 году в качестве трибы Systasini, включалось в состав подсемейства Ormocerinae из семейства Pteromalidae. В 2022 году в ходе реклассификации птеромалид это крупнейшее семейство хальцидоидных наездников было разделено на 24 семейства и Systasini (вместе с Trisecodinae из Entedoninae) выделены в отдельное семейство Systasidae.
Systasinae легче всего спутать с Pirenidae и Pteromalidae, которые отличаются гибким лабрумом, скрытым за выступающим наличником, тогда как у Systasinae наличник отходит медиально, обнажая склеротизированный лабрум; они также имеют продольный базитарсальный гребень, тогда как у Systasinae он косой. Положение мезофуркальной ямки у Systasidae очень необычно, хотя её очень трудно увидеть, она скрыта ногами. Trisecodinae можно спутать с Trichogrammatidae по 3-сегментным лапкам, головным сульциям и сетчатым линиям на переднем крыле, а также с некоторыми Eulophidae по уменьшенному числу жгутиков, головным сульциям, сетчатым линиям на переднем крыле и очень коротким постмаргинальным и стигмальным жилкам. От первых Trisecodinae отличаются более длинным жгутиком, узко прикрепленным брюшком с фрагмой, ограниченной мезосомой, различным рисунком головных сульциев и формой передней голенной шпоры. От последнего, хотя Trisecodes был предварительно помещен в Entedoninae (Delvare & LaSalle, 2000), Trisecodinae отличается различными особенностями, которые не подходят ни к одному из современных подсемейств Eulophidae. Хотя Trisecodes легко отличить от других Systasidae из-за разницы в количестве тарзомеров, он сохранен в этом семействе, чтобы указать филогенетический контекст, обеспечиваемый как молекулярными, так и морфологическими данными. Systasidae содержит 2 подсемейства.
- Systasinae Bouček, 1988 (ранее в Ormocerinae): 
  - Semiotellus Westwood, 1839 (около 20 видов)[6]
  - Systasis Walker, 1834 (около 60 видов)[7][8][9][10]
- Trisecodinae Mitroiu, Rasplus & Burks, 2022 (ранее в Entedoninae, Eulophidae): 
  - Trisecodes Delvare & LaSalle, 2000 (2 вида)[11][12]